# Karel Kudrna
Karel Kudrna, né le 21 mai 1905 à Včelín u Dobříš et mort le 23 juin 1953[réf. nécessaire], est un footballeur tchécoslovaque évoluant au poste de défenseur, reconverti en entraîneur, ayant notamment joué et entraîné en France dans les années 1930.

## Biographie
Il joue au Sparta Prague, au SK Pardubice et au SK Náchod, clubs de Tchécoslovaquie, jusqu'en 1932.
De 1932 à 1934, il joue au SO montpelliérain en Division 1.
En juillet 1937, il remplace Emmanuel Lowy comme entraîneur-joueur de l'OGC Nice en Division 2. Il est remplacé par le gardien espagnol Ricardo Zamora en octobre 1937, fuyant la guerre civile et qui effectue sa première expérience en tant qu'entraîneur.